# Westerland (Schiff, 1885)
Der Raddampfer Westerland der Sylter Dampfschiffahrtsgesellschaft war ein von der Howaldts Werft in Kiel gebauter Seitenraddampfer, der von 1885 an als Passagier- und Versorgungsschiff für die nordfriesische Insel Sylt eingesetzt wurde.

## Geschichte
Die Westerland wurde 1885 als Ergänzung für den seit 1884 in Betrieb befindlichen Dampfer Sylt durch die Sylter Dampfschiffahrtsgesellschaft in Dienst gestellt. Die Gesellschaft setzte die Schiffe im Linienverkehr zwischen Hoyerschleuse (auf dem Festland) und Munkmarsch (auf Sylt) zur Versorgung der Insel und zum Personentransport ein. Seitenraddampfer mit geringem Tiefgang hatten sich für den Betrieb im Wattenmeer bewährt und konnten bis auf extreme Wetterlagen in den Wintermonaten fast das ganze Jahr eingesetzt werden.

### Im Liniendienst zwischen Munkmarsch und Hoyerschleuse
Von der Indienststellung bis März 1902 wurde das Schiff durch Kapitän Albert Klein aus Keitum geführt. Nach dessen plötzlichem Tod übernahm Kapitän Carl Nicolai Christiansen aus Westerland am 1. Juni 1902 das Kommando. Als dieser die neu erbaute Freya übernehmen sollte, übergab er die Schiffsführung der Westerland am 1. Mai 1904 an seinen Vetter Peter Christiansen.

### Von Husum aus im Ausflugsverkehr
1926 wurde der Raddampfer an die Stadt Husum verkauft und in "Stadt Husum" umbenannt. Von dort aus versah er mit bis zu 200 Passagieren und Restauration an Bord bis 1935 Dienst als Ausflugsschiff in die "Halligwelt".

### Verbleib
1936 verkaufte die Stadt Husum den Raddampfer, der unmittelbar danach abgewrackt wurde.